# Clibanarius hirsutimanus
Clibanarius hirsutimanus is een tienpotigensoort uit de familie van de Diogenidae. De wetenschappelijke naam van de soort is voor het eerst geldig gepubliceerd in 1971 door Kobjakova.